# 丿
【丿】 — китайський ієрогліф.  Дуже рідко використовується на письмі в японській мові.

## Значення
1. скіс.
2. повертати (справа на ліво).

Ключ: 4 (丿 + 0);  Кількість рисок: 1.
Введення ієрогліфа методом цанзє: 竹 (H), X竹 (XH); . .

## Прочитання
| Китайська         |                   |                   |                   |                 |                 |
| Мандаринська мова | Мандаринська мова | Мандаринська мова | Мандаринська мова | Кантонська мова | Кантонська мова |
| чжуїнь            | піньїнь           | Вейд-Джайлз       | кирилиця          | ютпхін          | Єль             |
| ㄆㄧㄝˇ           | piě (pie3)        | p'ieh3            | пє                | pit3            | pit3            |

| Корейська |         |               |              |         |          |
|           | хангиль | стара латинка | нова латинка | Єль     | кирилиця |
| Звук:     | 별      | pyŏl          | byeol        | pyel    | пьоль    |
| Назва:    | 삐침    | ppich'im      | ppichim      | ppichim | ппічхім  |

| Японська |           |             |           |
|          | кана      | латинка     | кирилиця  |
| Он:      | へつ へち | hetsu hechi | хецу хеті |
| Кун:     | —         | —           | —         |
| Ім'я:    | の        | no          | но        |